# Lista de distritos de Barbacena (Minas Gerais)

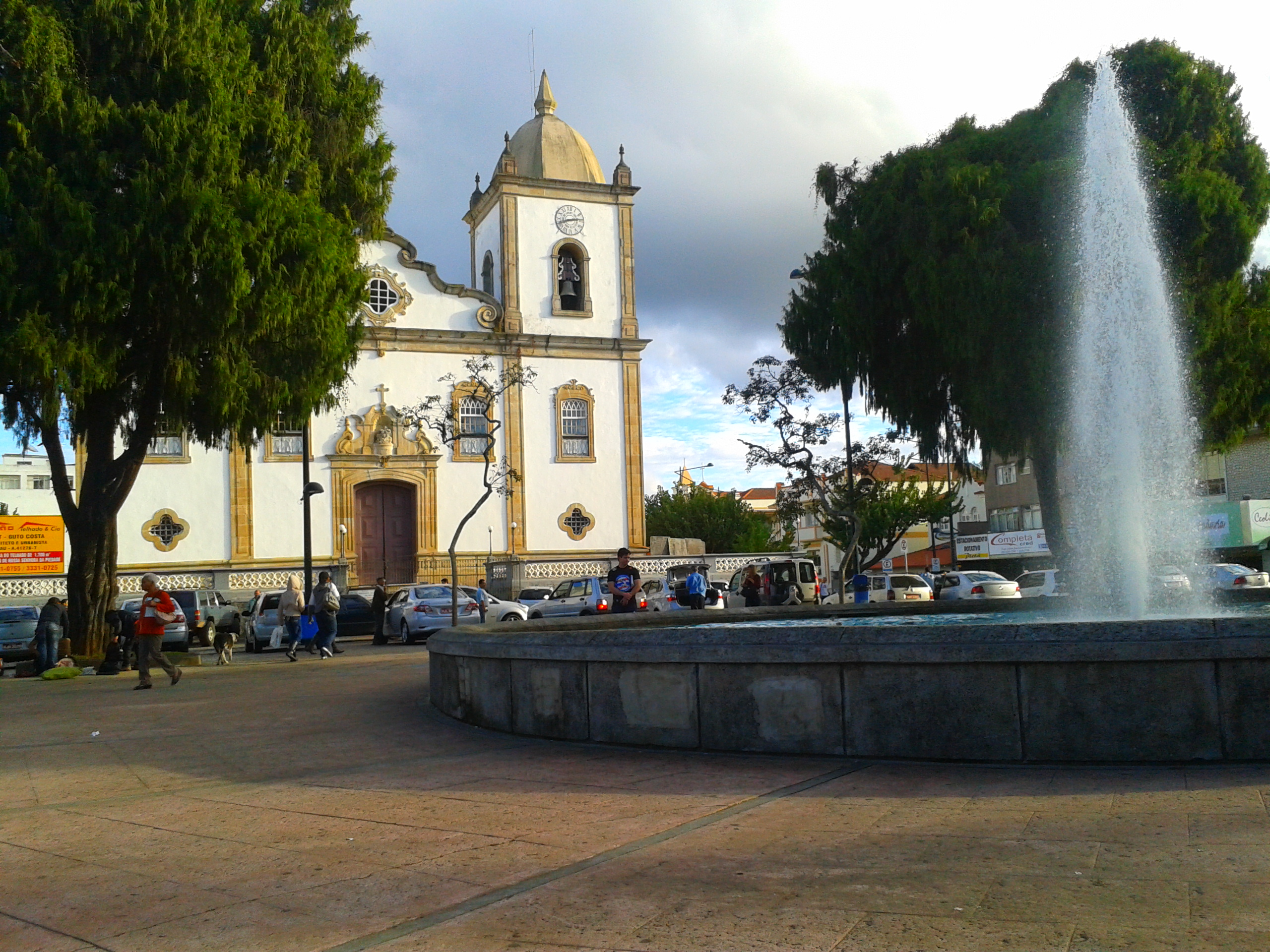
Praça dos Andradas, centro da cidade, distrito-sede de Barbacena.

Essa é a lista de distritos de Barbacena, que são uma divisão oficial do município brasileiro supracitado, localizado no interior do estado de Minas Gerais. As subdivisões estão de acordo com a Fundação João Pinheiro (FJP), em associação com dados dos censos demográficos realizados pelo Instituto Brasileiro de Geografia e Estatística (IBGE). O distrito-sede, que é onde se encontram muitos dos bairros de Barbacena e o centro da cidade, foi criado pelo alvará de 16 de janeiro de 1752.
Barbacena foi elevada à condição de vila em 14 de agosto de 1791 e reconhecida como cidade pela lei provincial nº 163 de 9 de março de 1840. Desde então, ocorreram a criação e desmembramento de diversos distritos do município, sendo que as últimas emancipações foram de Desterro do Melo, Ibertioga e Tugúrio (atual Santa Bárbara do Tugúrio), desmembrados em 30 de dezembro de 1962. De acordo com a Fundação João Pinheiro, restavam 13 distritos em 2024, sendo que o distrito-sede era o mais populoso segundo o IBGE em 2022, contando com 107 040 habitantes, seguido por Correia de Almeida, com 3 048 moradores.

## Distritos de Barbacena
| Distrito                 | Código IBGE | Área (km²) | Habitantes (2022) | Domicílios particulares (2022) | Data de criação        |                           |           |        |         |        |   |
| ------------------------ | ----------- | ---------- | ----------------- | ------------------------------ | ---------------------- | ------------------------- | --------- | ------ | ------- | ------ | - |
| Distrito                 | Código IBGE | Área (km²) | Habitantes (2022) | Domicílios particulares (2022) | Data de criação        | Barbacena (distrito-sede) | 310560805 | 151,22 | 107 040 | 40 399 | - |
| Colônia Rodrigo Silva    | 310560807   | 24,34      | 2 827             | 951                            | 8 de novembro de 1996  |                           |           |        |         |        |   |
| Correia de Almeida       | 310560810   | 35,95      | 3 048             | 1 066                          | 3 de outubro de 1881   |                           |           |        |         |        |   |
| Costas da Mantiqueira    | 310560812   | 25,18      | 874               | 279                            | 8 de novembro de 1996  |                           |           |        |         |        |   |
| Faria                    | 310560814   | 75,84      | 542               | 190                            | 8 de novembro de 1996  |                           |           |        |         |        |   |
| Galego                   | 310560816   | 10,31      | 327               | 108                            | 8 de novembro de 1996  |                           |           |        |         |        |   |
| Mantiqueira do Palmital  | 310560819   | 57,86      | 1 698             | 574                            | 8 de novembro de 1996  |                           |           |        |         |        |   |
| Padre Brito              | 310560815   | 102,46     | 446               | 171                            | 7 de setembro de 1923  |                           |           |        |         |        |   |
| Pinheiro Grosso          | 310560823   | 23,81      | 2 745             | 921                            | 8 de novembro de 1996  |                           |           |        |         |        |   |
| Ponte do Cosme           | 310560825   | 20,86      | 1 147             | 385                            | 8 de novembro de 1996  |                           |           |        |         |        |   |
| Ponto Chique do Martelo  | 310560827   | 98,59      | 469               | 162                            | 8 de novembro de 1996  |                           |           |        |         |        |   |
| São Sebastião dos Torres | 310560830   | 49,98      | 1 462             | 522                            | 8 de novembro de 1996  |                           |           |        |         |        |   |
| Senhora das Dores        | 310560820   | 81,98      | 2 692             | 936                            | 30 de dezembro de 1962 |                           |           |        |         |        |   |